# Phare de Paradise Island
Le phare de Paradise Island est un phare actif situé à Nassau dans le district de New Providence, aux Bahamas. Il est géré par le Bahamas Port Department 

## Histoire
Il s’agit du phare le plus ancien et le plus connu des Bahamas et du plus ancien phare survivant des Antilles. Construit en 1817, il est situé à l'extrémité ouest de la petite île de Paradise Island protégeant l'entrée du port de Nassau. Le phare a subi des dégâts lors de l'ouragan Sandy en 2012.

## Description
Ce phare est une tour conique en maçonnerie, avec une galerie et une lanterne, de 19 m de haut. La tour est blanche et la lanterne est rouge. Il émet, à une hauteur focale de 21 m, un éclat blanc par période de 5 secondes. Sa portée est de 13 milles nautiques (environ 24 km) pour le feu blanc et 11 milles nautiques (environ 20 km) pour le feu rouge, quand les conditions d'entrée du port sont dangereuses.
Identifiant : ARLHS : BAH-014 - Amirauté : J4655 - NGA : 110-120984.
|                |
| New Prodidence |

|          |
| Le phare |

|                 |
| Paradise Island |

### Lien connexe
- Liste des phares des Bahamas